# Visarión
Sergey Anatolyevitch Torop (del ruso: Сергей Анатольевич Тороп) (Krasnodar, Rusia, 14 de enero de 1961), más conocido como Vissarion, es un místico y líder religioso ruso, quien afirma ser la reencarnación de Jesús, conformando un grupo de seguidores a partir de 1991.
En 1994 su agrupación religiosa fue declarada hereje por la Iglesia Ortodoxa Rusa.

## Biografía
Nació en Krasnodar, Rusia el 14 de enero de 1961 después del servicio en el Ejército Rojo, se estableció en Minusinsk. Trabajó como policía de tránsito hasta 1989, cuando perdió su trabajo. En 1991 "renació" como Vissarion, Jesucristo que volvió. En su sistema, esto no lo convierte en Dios, pero sí en la Palabra de Dios.

## Religión
Su religión combina elementos de la Iglesia Ortodoxa Rusa con Budismo, apocalipsismo, colectivismo y valores ecológicos. Sus seguidores están bajo estrictas regulaciones, son vegetarianos y no se les permiten vicios como fumar o beber alcohol. El dinero está prohibido. El objetivo del grupo es unir a todas las religiones de la tierra.
Es conocido por su movimiento La Iglesia del Último Testamento con la iglesia principal situada en la taiga siberiana en la Depresión de Minusinsk, en el distrito de Krasnoyarsk. Tiene alrededor de 10,000 seguidores alrededor del mundo.
Vissarion dice ser la reencarnación de Jesús. Él enseña la reencarnación, el veganismo, y el impedir el fin del mundo, o por lo menos, la civilización como la conocemos. En mayo de 1990, a los 29 años, Vissarion dice haber tenido una revelación mística. La primera vez que habló en público fue en Minusinsk, el 18 de agosto de 1991. Fundó la "Iglesia del Último Testamento" (Церковь Последнего Завета Tserkov Poslednego Zaveta), también conocida como "La Comunidad de Fe Unificada".
Tiberkul, el asentamiento en la taiga, fue establecida en 1994 en un área de 2.5 kilómetros cuadrados, y ahora cuenta con 5,000 habitantes, viviendo de manera autónoma y con sustentabilidad ecológica. Se encuentra entre las villas de Petropavlovka y Cheremshanka.
Desde 1992, el biógrafo Vadim Redkin ha publicado un volumen anual detallando las actividades de Vissarion, quien ha atraído la atención de muchos seguidores de la subcultura esotérica alemana, siete volúmenes de Vadin han sido traducidos al alemán. En 22 de septiembre de 2020 fue detenido por la policía rusa y el FSB, acusado de asociación ilícita, extorsión, y abuso físico y psicológico.